# Липот Калаи
Липот Калаи (мађ. Kállai Lipót, Klauber; 27. децембар 1912) бивши мађарски фудбалер, олимпијац, играо је на позицији везисте. Учествовао је на фудбалском турниру на Летњим олимпијским играма 1936. године.
Липот је фудбалску каријеру почео 1928. године у аматерској секцији Ујпешта а 1935. године је био прешао у професионални тим ФК Ујпешт. Са Ујпештом је освојио првенство Мађарске у сезони 1938/39. У тиму Ујпешта одиграо је укупно 110 лигашких утакмица и постигао 76 голова. Поред Ујпешта играо је и за Електромош од 1940. и Леринци од 1945. године
Године 1936. као аматерски репрезентативац учествовао је на Олимпијским играма у Берлину, где је наступио за аматерску репрезентацију у јединој утакмици, пошто је Мађарска одмах прву утакмицу изгубила од Пољске са 3 : 0 и ипсла из даљњег тамичења. Између 1936. и 1938. шест пута је наступио у А репрезентацији Мађарске и постигао је укупно четири гола. У свом првом репрезентативном мечу одмах је постигао три гола против репрезентације Аустрије.
Када је почео да врши улогу тренера успео је да Електромош, некадашњи окружни тим, доведе до друге лиге. Усавршавао се у Леринцију 11 година, док је такође радио у локалној електрани. Године 1959. смештен је у нову електрану изграђену у Печују, где је поред посла прво постао помоћни тренер, а потом и тренер прволигаша.